# Capucijn
Capucijn  (нид.), или Budels Capucijn — марка голландского аббатского пива в стиле эль, производящаяся в пивоварне Budelse Brouwerij в г. Будел, община Кранендонк, провинция Северный Брабант, Южные Нидерланды.

## История
Пивоварня Budelse Brouwerij была создана в 1870 г. С 1882 по 1891 г. в Буделе существовал монастырь французских монахов-капуцинов. В их честь пивоварня запустила производство аббатского пива Capucijn.

## Характеристики
Capucijn — тёмный дуббель с содержанием алкоголя 6,5% рубиново-коричневого цвета, с мягким вкусом и насыщенным ароматом изюма, карамели и коричневого сахара, со сладким послевкусием.

## См.также
- Аббатское пиво